# Luigi Vanvitelli

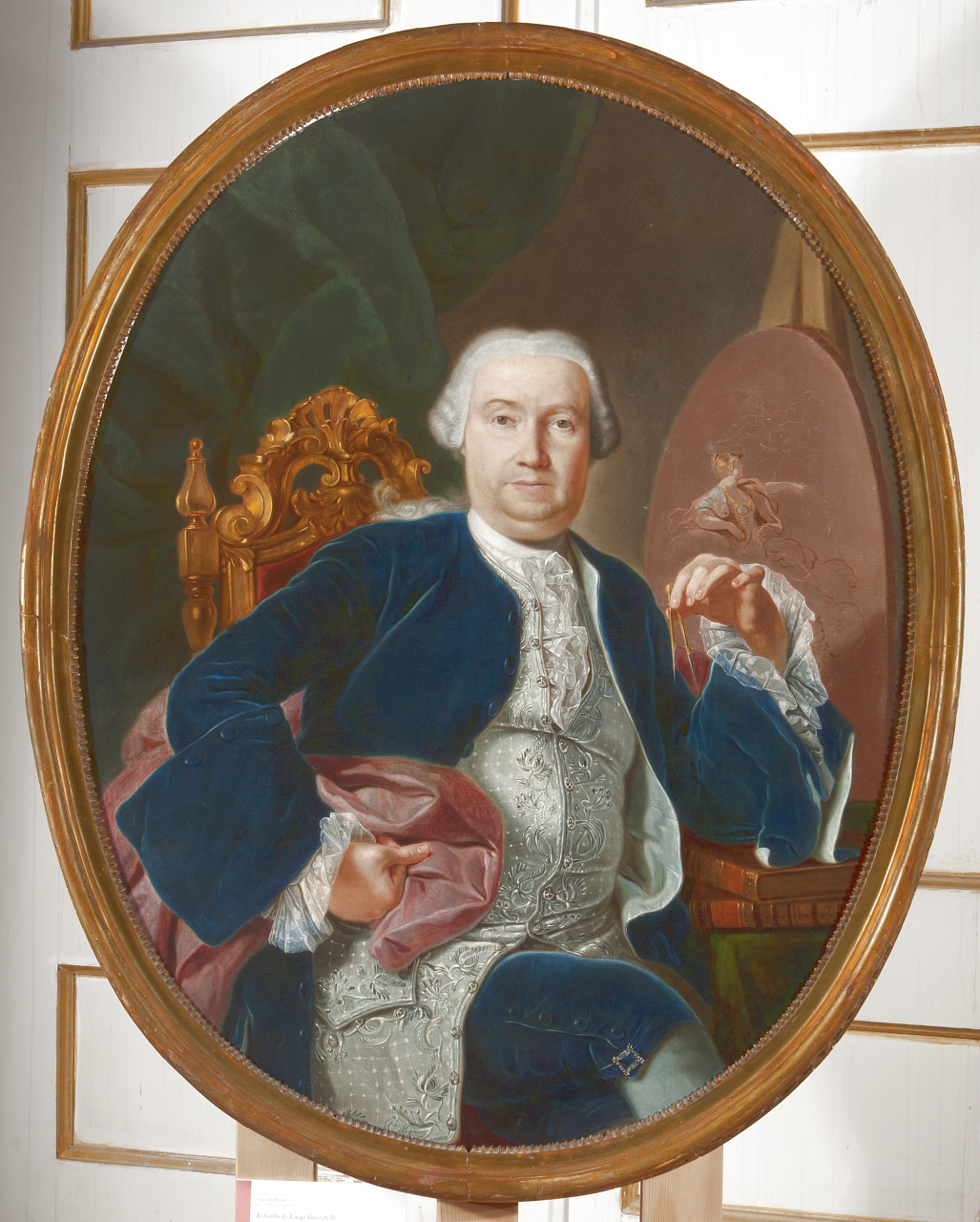
Porträt Luigi Vanvitellis von Giacinto Diano im Palast von Caserta

Luigi Vanvitelli, auch Lodewijk van Wittel (* 12. Mai 1700 in Neapel; † 1. März 1773 in Caserta), war ein italienischer Architekt.

## Leben
Vanvitelli entstammte einer Künstlerfamilie aus Amersfoort in den Niederlanden. Sein Vater Gaspar van Wittel wanderte 1674 nach Rom aus und war dort bis 1736 als Maler tätig. Der ursprüngliche Familienname van Wittel wurde zu Vanvitelli italianisiert. In den 1730er Jahren wirkte Vanvitelli in Ancona, wo er am Lazzaretto (Lazarett, Laemocomium oder Mole Vanvitelliana), am Trajansbogen, an der Chiesa del Gesù und am Dom San Ciriaco wirkte.
In den Fußstapfen des Vaters begann Vanvitelli seine Karriere zunächst als Freskenmaler, wechselte dann zur Architektur und wurde schließlich einer der bedeutendsten italienischen Architekten der Zeit zwischen Barock und Klassizismus. Er war Schüler von Filippo Juvarra und studierte die Schriften Vitruvs und die Bauten aus der klassischen Antike. Vanvitellis Sohn Carlo (1739–1821) setzte die Arbeit seines Vaters am Königspalast von Caserta fort.

## Werke

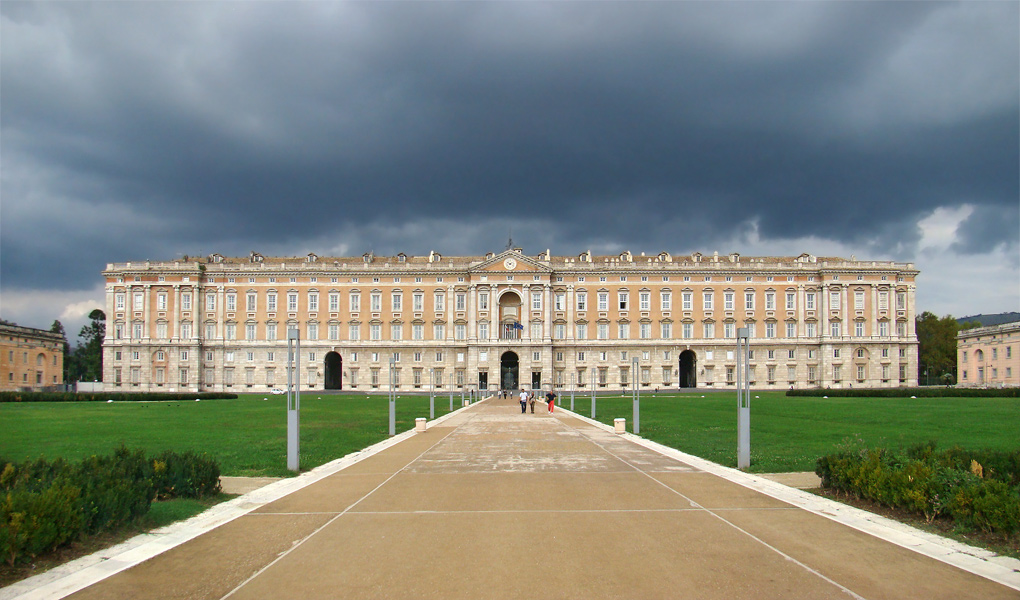
Der Palast von Caserta

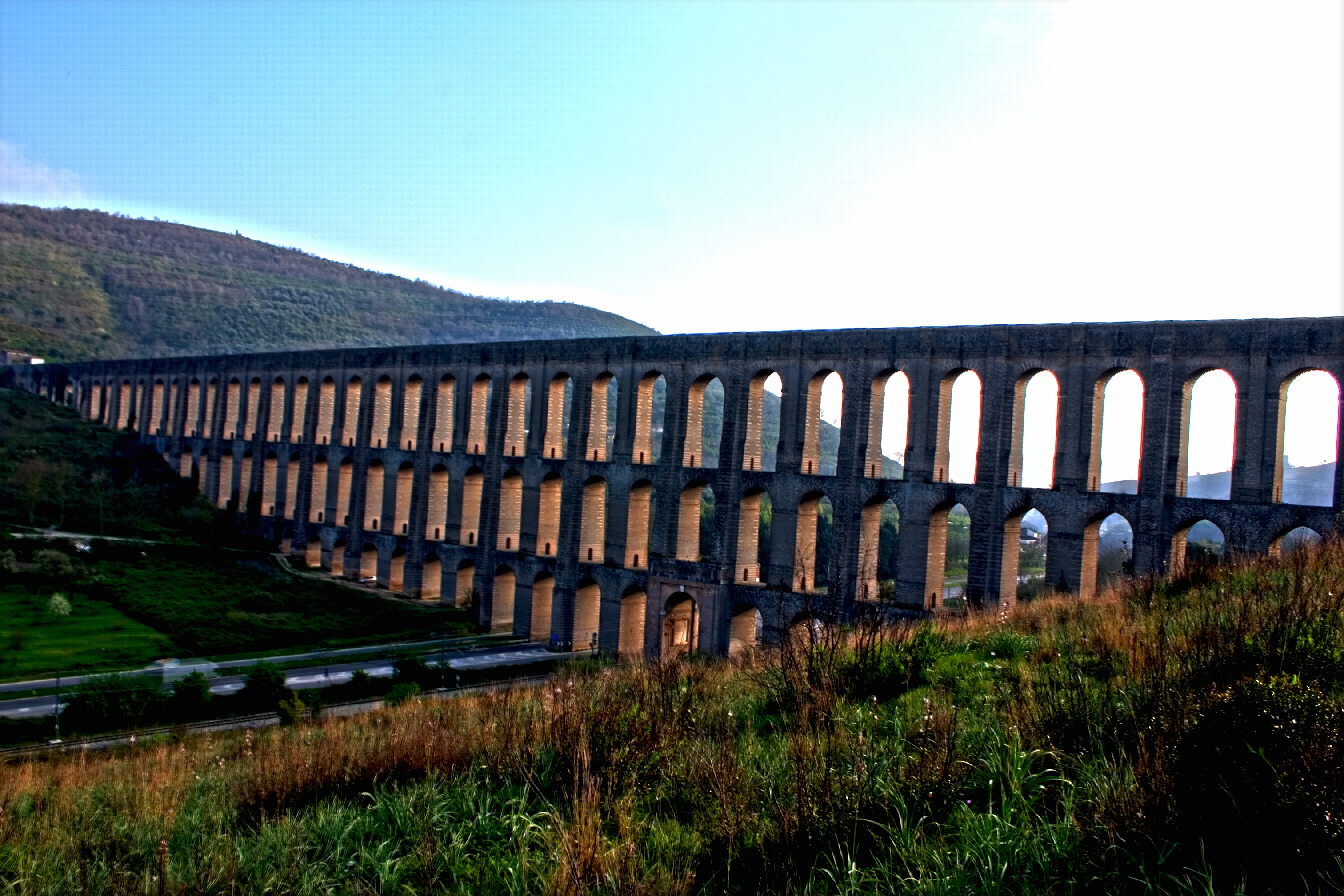
Das Aquädukt von Vanvitelli in Valle di Maddaloni (1753–1762)

Sein wichtigstes Werk ist der Palast von Caserta. Weitere beachtenswerte Bauten sind:
- das Aquädukt von Vanvitelli in Valle di Maddaloni (1753–1762)
- die Brücke Ponte Vanvitelli in Benevento (Restaurierung der Brücke über den Calore Irpino)
- das Lazzaretto von Ancona
- die Fassade des Palazzo Odescalchi in Rom
- Santa Maria degli Angeli in den antiken Diokletiansthermen, (ab 1750 Veränderungen am Konzept Michelangelos)
- die Chiesa dell’Annunziata in Neapel
- die Kirche Sant’Agostino in Siena (Planerweiterung der Architekten Giuseppe und Sebastiano di Giorgio Minacci, 1747–1755)[3]
- in der Kirche Santa Cecilia in Trastevere, Rom (Fresken)[2]
- in der Kirche Chiesa del Suffragio, Viterbo (Fresken)[2]